# Революция (выселок)
Револю́ция (горномар. Шӹргӹдӹр — опушка леса) — выселок в Горномарийском районе Республики Марий Эл Российской Федерации. Входит в состав Пайгусовского сельского поселения.

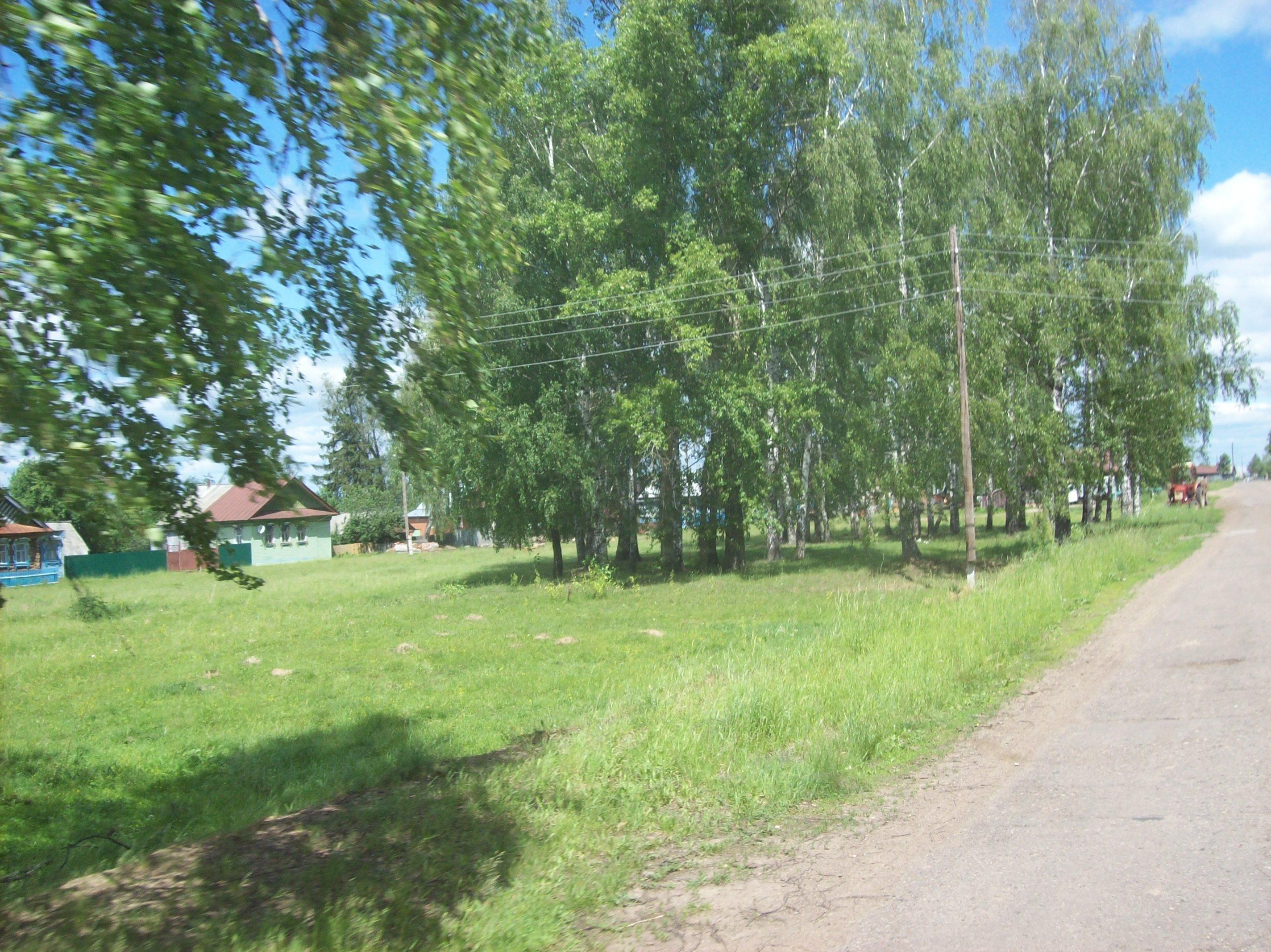
Выселок Революция

Численность населения — 152 человек (2014 год).

## Географическое положение
Выселок Революция находится на дороге Козьмодемьянск — Яштуга в 3-х км от деревни Макаркино. От федеральной трассы М-7 «Волга» до выселка можно проехать через Засурье, преодолев участок грунтовой дороги между селом и границей с Марий Эл. От Васильсурска выселки отделяют 18 км труднопроходимой лесной грунтовой дороги.

## История
Первое упоминание этого населённого пункта связано с созданием Вершино-Сумского марийского женского монастыря в 1894 году, который находился в 12 км от Михайло-Архангельского мужского монастыря в Новой Слободе. В 1895 году при монастыре была открыта школа, ставшая в 1897 году церковно-приходской. В ней обучались девушки из марийских семей.
В советское время монастырь был закрыт, в здании монастыря располагались коммуна, правление колхоза им. Сталина, Вершино-Сумский сельский совет (1931—1959), интернат для инвалидов войны, Вершино-Сумская школа (с 1955 года).
В начале 1930-х годов была организована коммуна «Революция», которая в 1936 году была слита с колхозом «Плуг» в колхоз «Революция». В начале 1950-х годов колхоз Революция вошёл в состав колхоза им. Сталина, а населённому пункту было присвоено название «Революция».

## Население
| 2002 | 2010 | 2014 |
| ---- | ---- | ---- |
| 158  | ↘133 | ↗152 |